# Louis Sauthier
Louis Sauthier (ur. w 1902, zm. ?) – szwajcarski bokser.
Sauthier brał udział na Igrzyskach Olimpijskich w 1924 roku, uczestniczył w zawodach kategorii półśredniej. W pierwszej rundzie zawodów przegrał z Jeanem Delarge, późniejszym złotym medalistą.
Jego młodszy brat Jean również wystąpił w turnieju bokserskim na tych samych igrzyskach olimpijskich, w wadze piórkowej.